# Хулахопке
Најлонске чарапе или хулахопке су врста одјеће, доњег веша које су укомпоноване (повезане) са паром чарапа. Направљене су од различитих флексибилних материјала: свиле, најлона, спандекса (ликре или эластана) и њихове међусобне комбинације. Доступне су у разним бојама и дебљини. Веома популарне боје су боја коже (за свакодневну употребу) и црна (често као дио правилног облачења).
Посебну употребу имају хулахопке боје плетених чарапа (на примјер, труднице), као и моделиране хулахопке и профилакса против проширених вена (проширено плетиво када треба да изаберете класу компресије, која се мјери у милиметрима живе, односно притиска). Густина и еластичност нити се мјери у денима: што је већа вриједност дена, материјал је гушћи. Број дена значи тежину у грамима 9 km дужине влакна.

## Историја и распрострањеност
Прије 1920-их у европској кутури је било општеприхваћено гледиште да се од жена очекује да покривају своје ноге у јавности, укључујући и њихове зглобове. У САД је 1940-их глумица и плесачица Ен Милер је међу првима успјела промовисати хеланке, у неку руку претечу хулахопки. До средине 1960-их употреба хулахопки у јавности није био. Жене су чарапе носиле испод релативно дугих сукњи. Са креацијом мини сукњама од стране Енглескиње Мари Куант, створила се потреба за потпуно нови производ.
У Совјетском Савезу, модне хеланке су дошле из Чехословачке. Током времена, мини-мода је постала привлачна и за Совјете, па су се почеле носити и хулахопке. Почетком 1980-их настала је мода у тоновима мрежастих хулахопки. Почев од 1990-их јавила се повећана тражња за хеланкама са високим садржајем ликра.

## Галерија
- Хулахопке боје плетених чарапа
- Мрежасте хулахопке
- Трговина хулахопки
- Мушкарац у хулахопкама